# Кулевчи
Кулевчи — село в Варненском районе Челябинской области России. Административный центр Кулевчинского сельского поселения.

## История
Основано в 1842 году как военное поселение Оренбургского казачьего войска в Новолинейном районе. Название дано по болгарскому селению, вблизи которого русская армия 11 июня 1829 г. нанесла поражение турецкой армии.
К концу 1880-х годов построена школа, церковь. Действовали 3 водяные и 6 ветряных мельниц. Ежегодно 30 января и 27 сентября проводились ярмарки. Жители содержали скот, лошадей. В 1903—1905 гг. построена церковь, в 1976 г. разрушена.

## География
Через село протекает река Караталы-Аят. Расстояние до районного центра села Варна 40 км.
Уличная сеть села состоит из 9 улиц.

## Памятные места
У школы открыт памятник в ознаменование 100-летия со дня рождения писателя А. И. Завалишина. 
В центре села установлен памятник павшим в Великую Отечественную войну.

## Население
| 2002 | 2010  |
| ---- | ----- |
| 1279 | ↘1127 |

По данным Всероссийской переписи, в 2010 году численность населения села составляла 1127 человек (538 мужчин и 589 женщин).

## Известные жители
Завалишин Александр Иванович (1891 — 1938) — русский, советский прозаик, драматург. 